# Рилин
Рили́н (англ. reelin) — белок, содержащийся в мозге и в других тканях и органах тела человека и других животных. Этот гликопротеин выполняет множество функций, важнейшей из которых является регулировка миграции и позиционирования нервных стволовых клеток в период фетального и раннего послеродового развития, необходимая для нормального формирования коры и других структур головного мозга. Во взрослом мозге рилин регулирует позиционирование нейронов, образуемых в процессе взрослого нейрогенеза, а также вносит вклад в работу механизмов памяти и обучения, модулируя синаптическую пластичность, усиливая и поддерживая долговременную потенциацию, стимулируя развитие дендритов и дендритных шипиков.
Название «рилин» происходит от английского глагола to reel — кружиться, вертеться, идти нетвёрдой походкой. Именно такая, «закрученная», неровная походка была отмечена у мышей с генетически обусловленным недостатком рилина. Острая нехватка белка ведет к нарушению миграции нейронов. Если ген, кодирующий синтез рилина, отключён полностью (гомозиготный генотип), наблюдается инверсия слоев коры головного мозга. При гетерозиготном генотипе нарушения мозга у мышей менее заметны, однако напоминают нарушения человеческого мозга при психотических расстройствах. У людей генетически обусловленное отсутствие рилина приводит к лиссэнцефалии, тяжелой умственной отсталости и эпилепсии. Значительный недостаток рилина наблюдается при посмертных исследованиях мозга людей, которым при жизни были поставлены диагнозы шизофрении и биполярного расстройства, однако следует отметить возможное воздействие медикаментов. Есть данные о возможной связи полиморфизмов гена RELN с шизофренией и болезнью Альцгеймера.

## История открытия и исследований

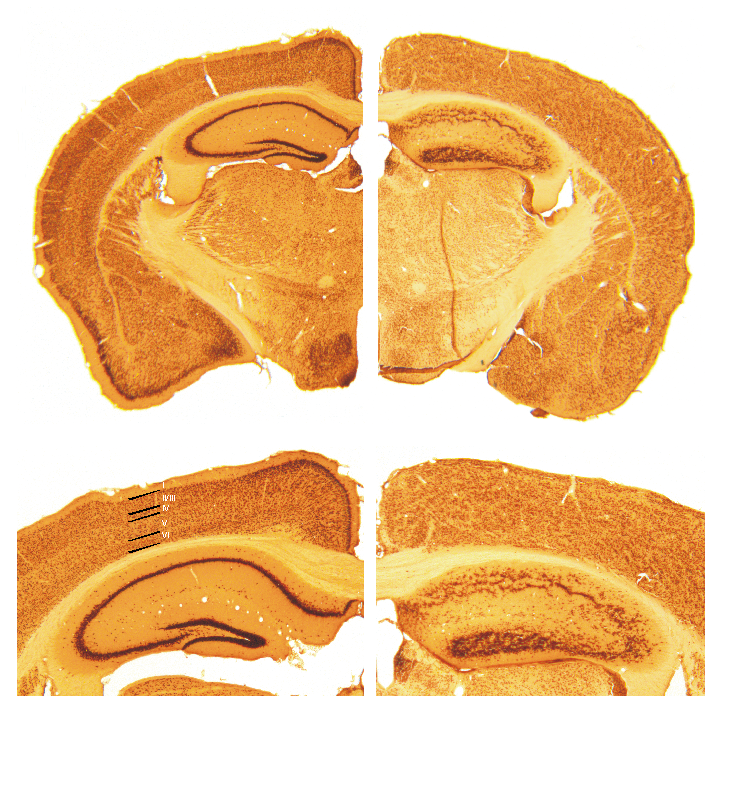
Слева — мозг здоровой мыши, справа — мозг мыши-мутанта reeler.

Исследование мышей-мутантов позволило ученым заглянуть в глубинные механизмы развития центральной нервной системы. Идентификацией спонтанных мутаций у мышей впервые занялись нейрофизиологи, исследовавшие моторное поведение. Обнаружить нужных мышей в помёте было относительно легко: мутанты не были способны нормально передвигаться по клетке. Было найдено несколько подобных мышей, получивших имена в соответствии с характером нарушений моторики — reeler («крутящийся»), weaver («качающийся»), lurcher («кренящийся»), nervous («нервный»), и staggerer(«пошатывающийся»).
Мышь, названная reeler, была впервые описана в 1951 году британским генетиком Дугласом Скоттом Фальконером. В 1960-е годы было обнаружено, что мозжечок у этих мышей намного меньше нормы, к тому же нарушена нормальная организация нейрональных слоёв. Мутация особенно заинтересовала исследователей после того, как было обнаружено, что слои нейронов у мышей выстраиваются «наоборот»: более молодые нейроны были не состоянии преодолеть слои уже «осевших» на своем уровне клеток.
В 1994 году положение гена было уточнено с помощью инсерционного мутагенеза, что позволило в 1995 году обнаружить ген RELN, располагающийся на хромосоме 7q22. В том же году японскими учеными из медицинской школы города Коти было успешно создано первое моноклональное антитело к рилину, названное CR-50. Они отметили, что клетки Кахаля — Ретциуса, функция которых к тому времени была неизвестна, демонстрировали особенно сильную реакцию на CR-50.
Клеточные рецепторы, реагирующие на рилин, апоЕ-рецептор 2 (apolipoprotein E receptor 2, apoER2) и рецептор липопротеинов очень низкой плотности (very-low-density lipoprotein receptor, VLDLR), были обнаружены случайно в ходе эксперимента, проводимого Тромсдорфом и коллегами в 1997 году. У использованных в эксперименте мутантов, так называемых «нокаутных» мышей с отсутствующими рецепторами apoER2 и VLDLR, обнаружились дефекты в строении коры головного мозга, идентичные дефектам мыши reeler.
С целью глубже изучить механизм сигнального пути белка рилина и найти остальные его элементы, ученые использовали два других типа мутантных мышей — yotari и scrambler. Эти мыши по фенотипу схожи с мышью reeler, но сам ген RELN, кодирующий белок рилин, у них нормален. Исследования этих мутантов выявили нарушения в гене DAB1, который кодирует одноимённый протеин. Мыши yotari, как оказалось, были лишены белка Dab1 полностью, а у мышей scrambler его удавалось обнаружить с трудом. Целенаправленное разрушение гена DAB1 также вызывало фенотип, аналогичный фенотипу мыши reeler. Определение того, что именно DAB1 является ключевым регулятором сигнального каскада рилина, положило начало доскональному изучению его сложных внутриклеточных взаимодействий.
Открытие возможной связи рилина с шизофренией и биполярным расстройством, болезнью Альцгеймера и аутизмом, другими дисфункциями, а также перспектива раскрытия механизмов, обусловивших возникновение сложно организованного человеческого мозга, привели к активному исследованию белка и его сигнальных взаимодействий. К началу второго десятилетия после открытия гена RELN, число научных статей о рилине исчислялось сотнями, а в 2008 году был опубликован сборник, многочисленные авторы которого рассматривают различные структурные и функциональные особенности рилина в норме и при патологиях.

## Секреция и локализация белка

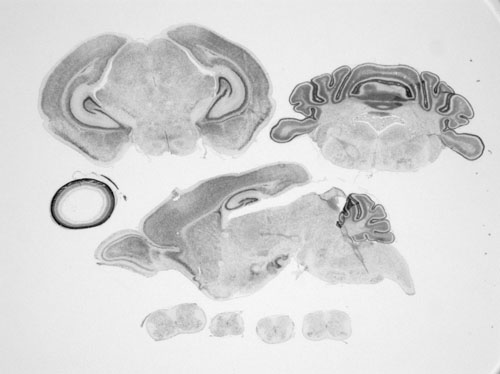
Экспрессия рилина в мозге мыши на 7-й постнатальный день. Источник: Brain Gene Expression Map.

Рилин является секретируемым элементом внеклеточного матрикса. Скорость секреции рилина связана со скоростью его производства и не зависит от деполяризации мембраны. Рилин обнаруживается в секреторных гранулах аппарата Гольджи и отсутствует в синаптических пузырьках, что характерно для белков внеклеточного матрикса.
В период развития мозга рилин в коре головного мозга и гиппокампе синтезируется клетками Кахаля — Ретциуса, а также клетками Кахаля и клетками Ретциуса. Рилин-производящие клетки в пренатальном и раннем постнатальном мозге преимущественно размещаются в маргинальной зоне (англ. marginal zone, MZ) коры и во временном субпиальном гранулярном слое (англ. subpial granular layer, SGL), наиболее развитом у человека, а в гиппокампе — в слое stratum lacunosum-moleculare и верхнем маргинальном слое зубчатой извилины.
В мозжечке рилин производится во внешнем слое гранулярных клеток перед миграцией гранулярных клеток во внутренний слой.
В целом в постнатальном периоде происходит переход от послойной к диффузной экспрессии рилина. Во взрослом мозге белок синтезируется корковыми ГАМК-ергическими интернейронами, экспрессирующими калретинин и калбиндин, такими как клетки Мартинотти. Парвальбумин-содержащие ГАМКергические интернейроны, такие как канделяберные и корзинчатые клетки, никогда не производят рилин либо делают это крайне редко. В мозжечке у взрослых рилин производится глутаматергическими гранулярными нейронами внутреннего слоя. Некоторые из немногочисленных нейронов, расположенных в толще белого вещества, также синтезируют рилин.
За пределами мозга рилин у взрослых млекопитающих обнаруживается в крови, печени, средней доле гипофиза и хромаффинных клетках надпочечников. В печени рилин был обнаружен в клетках Ито. При повреждении печени уровень мРНК белка резко повышается и снижается по завершении процесса восстановления.
В глазах рилин вырабатывается в слое ганглионарных клеток сетчатки и эндотелиальном слое роговицы. Как и в печени, экспрессия белка повышается при повреждениях.
Рилин производится также одонтобластами, клетками, расположенными на периферии зубной пульпы. Белок обнаруживается здесь как в процессе одонтогенеза, так и во взрослом зубе. Как предполагают некоторые авторы, одонтобласты являются сенсорными клетками, способными передавать болевые сигналы нервным окончаниям. Согласно их гипотезе, рилин играет роль в этом процессе, так как он может способствовать установлению контакта одонтобластов с нервными терминалями.

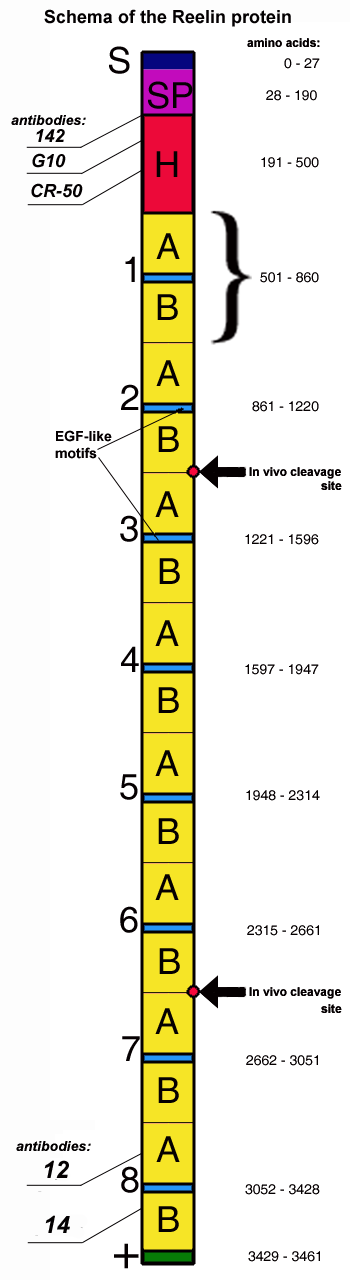
Схема рилина

## Структура белка

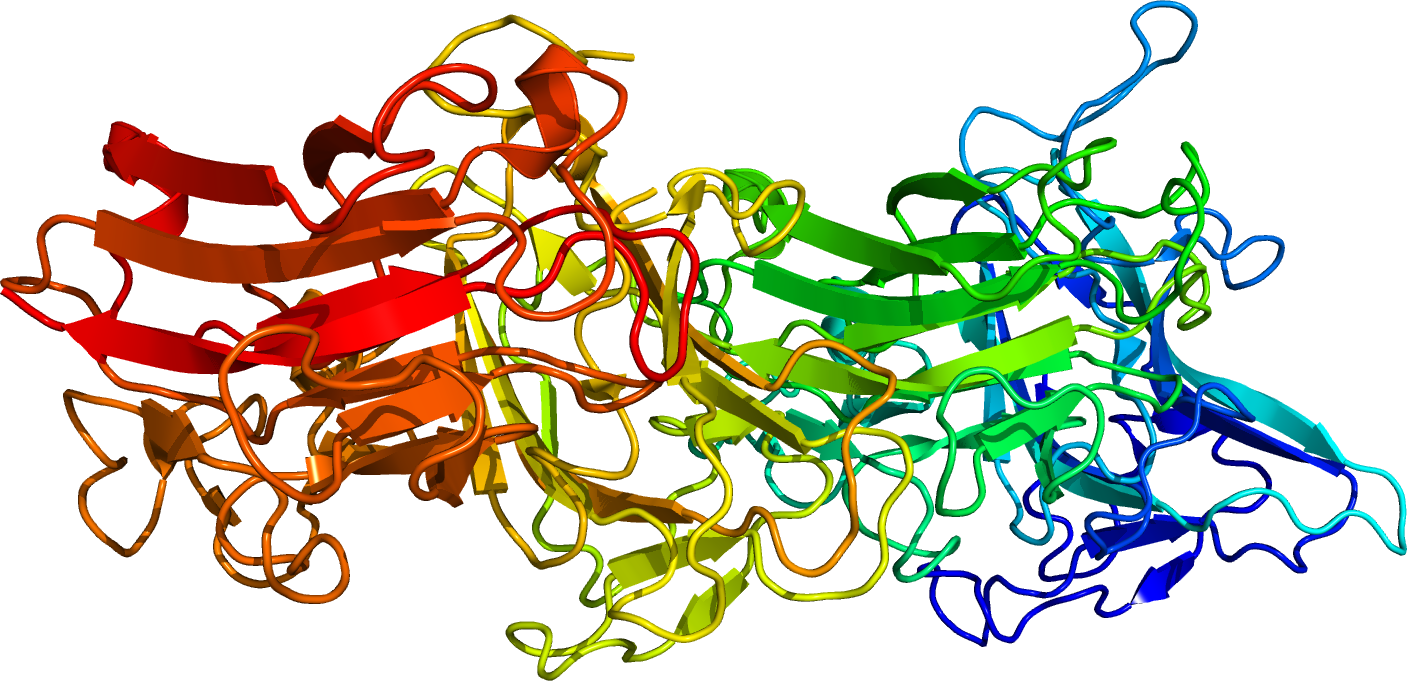
Кристаллическая структура двух мышиных рилиновых повторов. Ленточная диаграмма из статьи Yasui et al., 2007, Protein Data Bank.

Рилин состоит из 3461 аминокислот и имеет относительную молекулярную массу 388 кДа. В мышином гене RELN 65 экзонов, простирающихся примерно на 450 kb. N-терминальные экзоны разделены большими интронами, остальные расположены ближе друг к другу. Один экзон, кодирующий всего две аминокислоты рядом с C-окончанием, подвержен альтернативному сплайсингу, но неясно, как это отражается на функции белка. В структуре гена идентифицированы два основных сайта инициации транскрипции и два участка полиаденилирования.
Молекула белка начинается сигнальным пептидом длиной в 27 аминокислотных остатков. Затем следует участок, по строению схожий с белком внеклеточной матрицы F-спондином (на схеме отмечен как SP, аминокислотные остатки 28—190). Затем — уникальный для рилина участок (сегмент H на схеме), после которого идут подряд 8 участков похожей структуры, так называемые «рилиновые повторы», длиной примерно 350 аминокислот каждый. В центре каждого повтора располагается EGF-подобное включение, делящее повтор на два субповтора, A и B, структура которых имеет мало общего. Несмотря на разделение, эти субповторы контактируют друг с другом, что придает компактность общей структуре рилина. Последним идёт короткий участок длиной в 32 аминокислоты, богатый основными остатками (англ. C-Terminal Region, CTR; отмечен на схеме знаком «плюс»). Этот участок отличается высокой эволюционной консервативностью: он на 100 % идентичен у всех млекопитающих с установленной структурой гена RELN. Ранее считалось, что этот участок необходим для выделения белка из клетки, так как секреция рилина нарушена у мыши reeler подтипа Orleans, вырабатывающей неполный белок — без части 8-го повтора и без CTR. Было установлено, что секреция нарушается в первую очередь из-за отсечения белка посередине любого из повторов, а чистое отсечение CTR приводит лишь к снижению секреции.

В организме рилин подвергается процессингу и разделяется на три части. Позиции разделения находятся приблизительно между 2 и 3 рилиновым повтором и между повторами 6 и 7 (на схеме отмечены стрелками). Расщепление рилина не снижает его активности, напротив, оно может быть необходимо для правильного кортикогенеза. Конструкции, образованные центральными сегментами белка (повторы 3—6) эффективно связываются с липопротеиновыми рецепторами, вызывают последующее фосфорилирование DAB1 и способствуют развитию кортикальной пластинки так же, как и целый белок.
Эпитопы рилина, взаимодействующие с антителами 142, G-10, CR-50, 12 и 14, также помечены на схеме.

## Функции белка и механизм его действия
Наиболее важная предполагаемая роль рилина — участие в регулировании правильного построения слоев мозга, позиционирования клеток и образования связей в пренатальном периоде развития. Однако белок задействован во множестве других, ещё не изученных, процессов.

### Функции белка

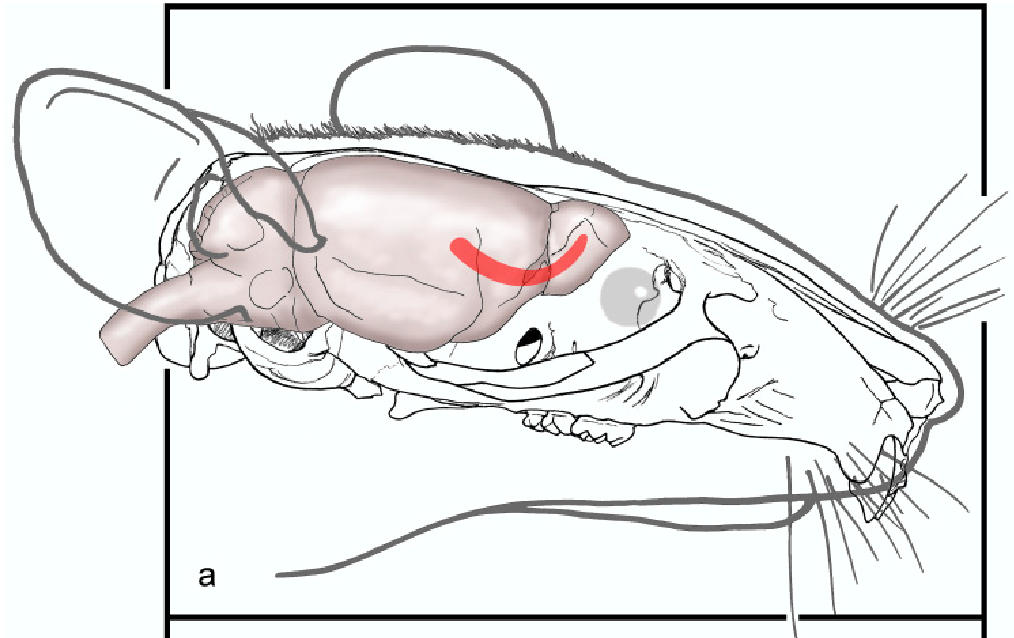
Ростральный миграционный тракт: на пути в обонятельную луковицу нейробласты удерживаются в группах, в том числе, вероятно, благодаря влиянию тромбоспондина-1 на рилиновые рецепторы VLDLR и ApoER2. Под конец миграции группы разбиваются рилином на отдельные клетки. Фрагмент иллюстрации из работы Lennington et al., 2003.

Выявление всех функций белка осложнено предполагаемым многообразием его ролей и широкой распространённостью в организме. Можно условно разделить сферы действия белка по двум показателям — временному (стадия развития организма) и пространственному (локализация в организме).
На ранних периодах развития экспрессия рилина временно обнаруживается во множестве развивающихся органов за пределами центральной нервной системы, исчезая по завершении их формирования. Роль белка в этих процессах изучена недостаточно, так как нарушение выработки рилина у нокаутных мышей-мутантов не приводит к явным патологиям этих органов. Во взрослом организме, присутствие рилина отмечается в меньшем количестве органов, причём всплеск активности белка зачастую наблюдается при повреждении органа. Точная функция рилина и в этих случаях продолжает оставаться объектом научных исследований.

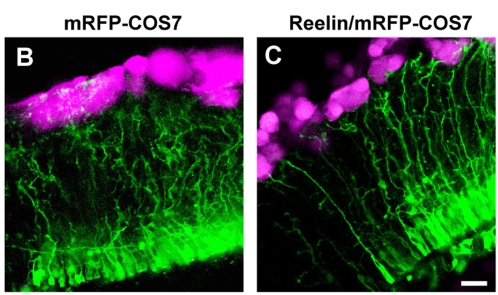
Рилин контролирует направленный рост волокон радиальной глии. Фрагмент иллюстрации из Nomura T. et al., 2008. На изображении C видно, что рилин-производящие красные клетки стимулируют направленный рост зелёных волокон глии, в отличие от B, где красные клетки не производят рилин.

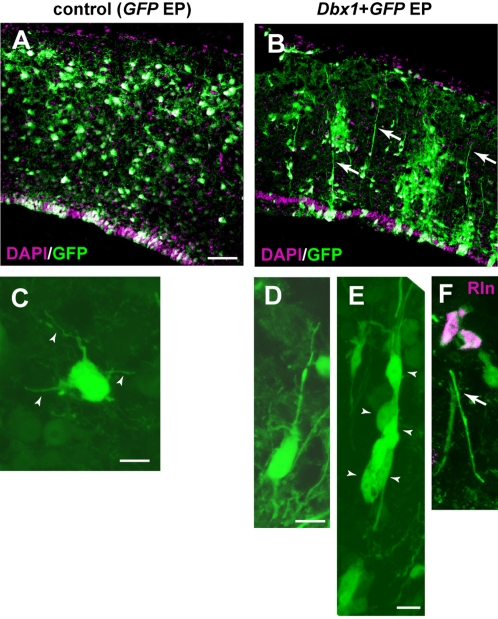
Повышение экспрессии рилина изменяет морфологию мигрирующих нейронов: в отличие от округлых клеток с короткими отростками (С) они приобретают биполярную форму (D) и присоединяются (E) к радиальным волокнам, которые тянутся к рилин-производящему слою (F). Nomura T. et al., 2008.

Роль рилина в раннем развитии нервной системы более глубоко изучена. Белок способствует дифференциации и ориентации волокон радиальной глии, вдоль которых мигрируют нейробласты. Положение слоя рилин-производящих клеток играет большую роль, так как радиальная глия ориентирует свои волокна в направлении большей концентрации рилина. Второй процесс в развитии мозга, зависящий от наличия рилина — кортикогенез, в частности, расщепление предпластинки (англ. preplate) на маргинальную зону и субпластинку и заселение пространства между ними — кортикальной пластинки — пятью горизонтальными слоями нейронов в «обратном» порядке. Обратный порядок построения слоев кортикальной пластинки, при котором более молодые нейробласты преодолевают ряды уже прижившихся клеток и выстраивают свой слой выше, отличает мозг млекопитающих от более эволюционно древнего мозга пресмыкающихся, в котором слои выстраиваются «снаружи внутрь». При отсутствии рилина, кортикальные слои мыши-мутанта reeler также выстраиваются снаружи внутрь, причём более молодые клетки не могут преодолеть уже созданные кортикальные слои. При этом в пространстве, расположенном под мягкой мозговой оболочкой, образуется так называемая «суперпластинка» — перенаселённый слой, в котором смешаны неправильно расположенные нейроны субпластинки, клетки Кахаля-Ретциуса, и нейроны, которые должны были преодолеть субпластинку и остановиться непосредственно за ней, оставив место вверху для следующих слоев.
Нет единого мнения касательно роли рилина в правильном построении слоев. Изначальное предположение о том, что белок служит стоп-сигналом для мигрирующих клеток, подтверждается его способностью провоцировать разъединение нейронов, его ролью в создании ровного слоя гранулярных клеток в зубчатой извилине гиппокампа, а также тем, что мигрирующие нейробласты избегают внедрения в зоны, насыщенные рилином. Однако данные о том, что нормальный кортикогенез восстанавливается независимо от положения слоя рилин-производящих клеток в опытах на мышах, а также отсутствие экспериментальных доказательств воздействия белка на конусы роста и ведущие отростки нейронов, породили дополнительные гипотезы. По одной из них, рилин повышает чувствительность клеток к ещё неоткрытому позиционному сигналу.
Исследуется роль рилина в развитии спинного мозга: в одном исследовании отмечается, что положение и концентрация рилина влияет на миграцию симпатических преганглионарных нейронов.

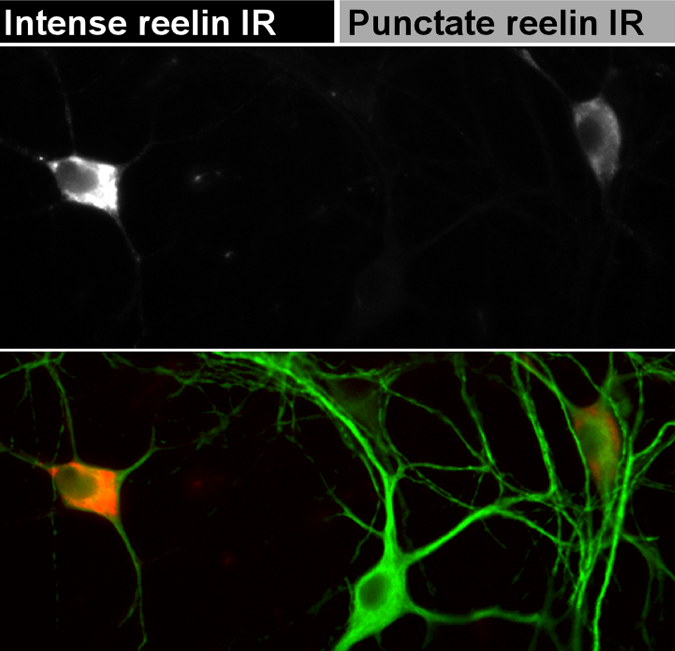
Нейроны гиппокампа, 12й день in vitro. Верхнее изображение: «активное» окрашивание сомы рилин-производящего нейрона и «точечное» — нейрона, на котором содержатся рецепторы к рилину. Нижнее изображение: Иммунофлуоресцентный состав, связывающий рилин (красный цвет) и MAP2 (зелёный). Фрагмент иллюстрации из статьи Campo et al., 2009.

Роль рилина в нервной системе взрослого организма связана с двумя наиболее активными участками нейрогенеза во взрослом мозге — субвентрикулярной зоной и зубчатой извилиной. Цепочки нейробластов, осуществляющие в мозге некоторых видов животных тангенциальную миграцию по ростральному миграционному тракту (РМТ) из субвентрикулярной зоны в обонятельную луковицу, под воздействием рилина распадаются на отдельные клетки. Эти клетки приобретают способность преодолевать уже существующие слои нейронов и осуществляют радиальную миграцию вдоль глиальных волокон. Есть данные, что в самом РМТ воздействие на оба рилиновых рецептора осуществляется не рилином, а другим лигандом, вероятно, тромбоспондином 1. В зубчатой извилине рилин отвечает за поддержание компактного слоя гранулярных клеток, постоянно пополняемого новыми нейронами, которые зарождаются в субгранулярной зоне.
Рилин у взрослых также продолжает выделяться ГАМКергическими интернейронами коры мозга, зародившимися в медиальном ганглионарном бугорке. Выделяемый ими рилин усиливает синаптическую пластичность и долговременную потенциацию, взаимодействуя с рецепторами ApoER2 и VLDLR.
По данным французских исследователей, рилин может участвовать в возрастном изменении композиции NMDA-рецептора, повышая мобильность рецепторов, содержащих субъединицу NR2B и тем самым уменьшая время их пребывания в синапсе. По их мнению, это способствует «переключению NR2B->NR2A» (англ. NR2B-NR2A switch), отмечаемому при постнатальном развитии мозга. В 2009 году они предположили на основании нового исследования, что и во взрослом гиппокампе постоянная секреция рилина необходима для поддержания на низком уровне числа NR2B-содержащих NMDA-рецепторов.

### Эволюционное значение рилина

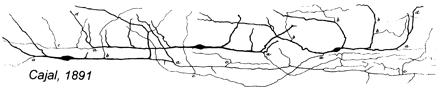
Клетки Кахаля-Ретциуса, зарисованные Рамон-и-Кахалем в 1891 году. Появление развитого слоя рилин-выделяющих нейронов сыграло важную роль в эволюции мозга.

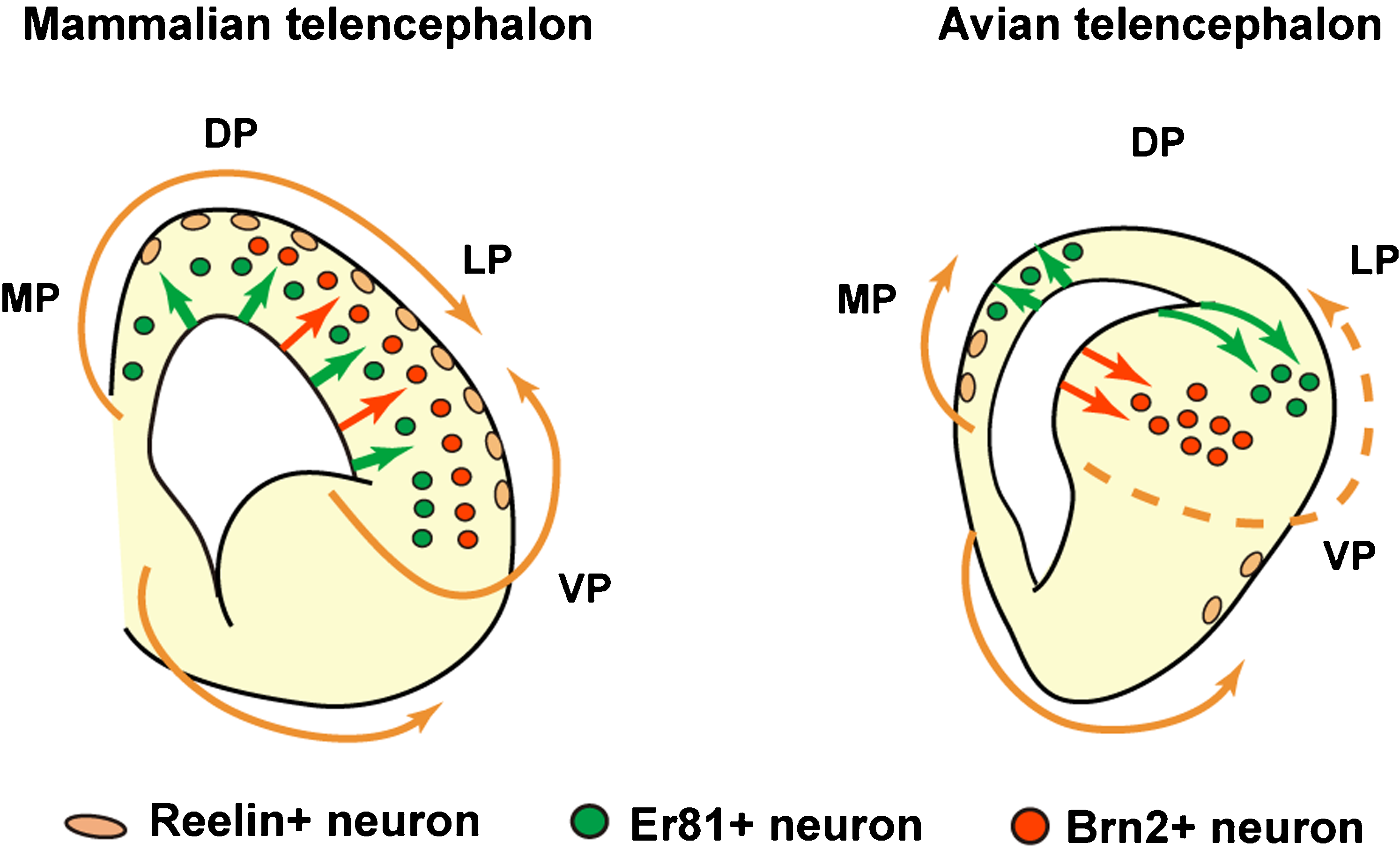
Отличия в нейроразвитии: млекопитающие (слева) и птицы (справа). Нейроны, выделяющие рилин, окрашены розовым. Nomura T. et al., 2008.

Как предполагается, сигнальные взаимодействия рилин-DAB1 сыграли ключевую роль в эволюции архитектуры коры головного мозга, прошедшей путь от однослойного рептилоподобного кортекса у общего эволюционного прародителя амниотов до многослойного кортекса у современных млекопитающих. В исследованиях разных видов показано, что при движении к более сложному кортексу интенсивность экспрессии рилина возрастает, достигая максимума у человека, у которого к тому же отмечено значительное усложнение аксонального сплетения клеток Кахаля-Ретциуса. Рилин присутствует в конечном мозге всех исследованных на данный момент позвоночных, однако характер экспрессии значительно варьирует: у рыб D. rerio не обнаружено клеток Кахаля-Ретциуса и рилин выделяется другими нейронами. Выраженного слоя клеток Кахаля-Ретциуса нет и у земноводных, у которых также крайне слабо выражена радиальная миграция.
С усложнением коры и развитием извилин растёт роль миграции нейронов вдоль волокон радиальной глии, и здесь, как считается, важную эволюционную роль сыграло появление отчетливого слоя рилин-производящих клеток. Противоречивые данные о важности этого слоя объясняются некоторыми исследователями либо наличием более тонкого механизма позиционирования, вступающего во взаимодействие с рилиновым каскадом или противодействующего ему, либо избыточностью распределённого производства рилина в мозге мышейв противовес более локализованному синтезу у человека.
В клетках Кахаля-Ретциуса, подавляющая часть которых исчезает к моменту рождения, одновременно с рилином экспрессируется ген HAR1, структура которого у человека наиболее сильно отличается от шимпанзе; это наиболее «эволюционно ускоренный» ген из т. н. зон ускоренного развития у человека (англ. Human Accelerated Regions, HARs). Эволюция сигнального пути рилина продолжается: в исследовании 2007 года было отмечено недавнее эволюционное изменение гена DAB1, распространившееся в китайской популяции, но не затронувшее остальные.

### Механизм действия

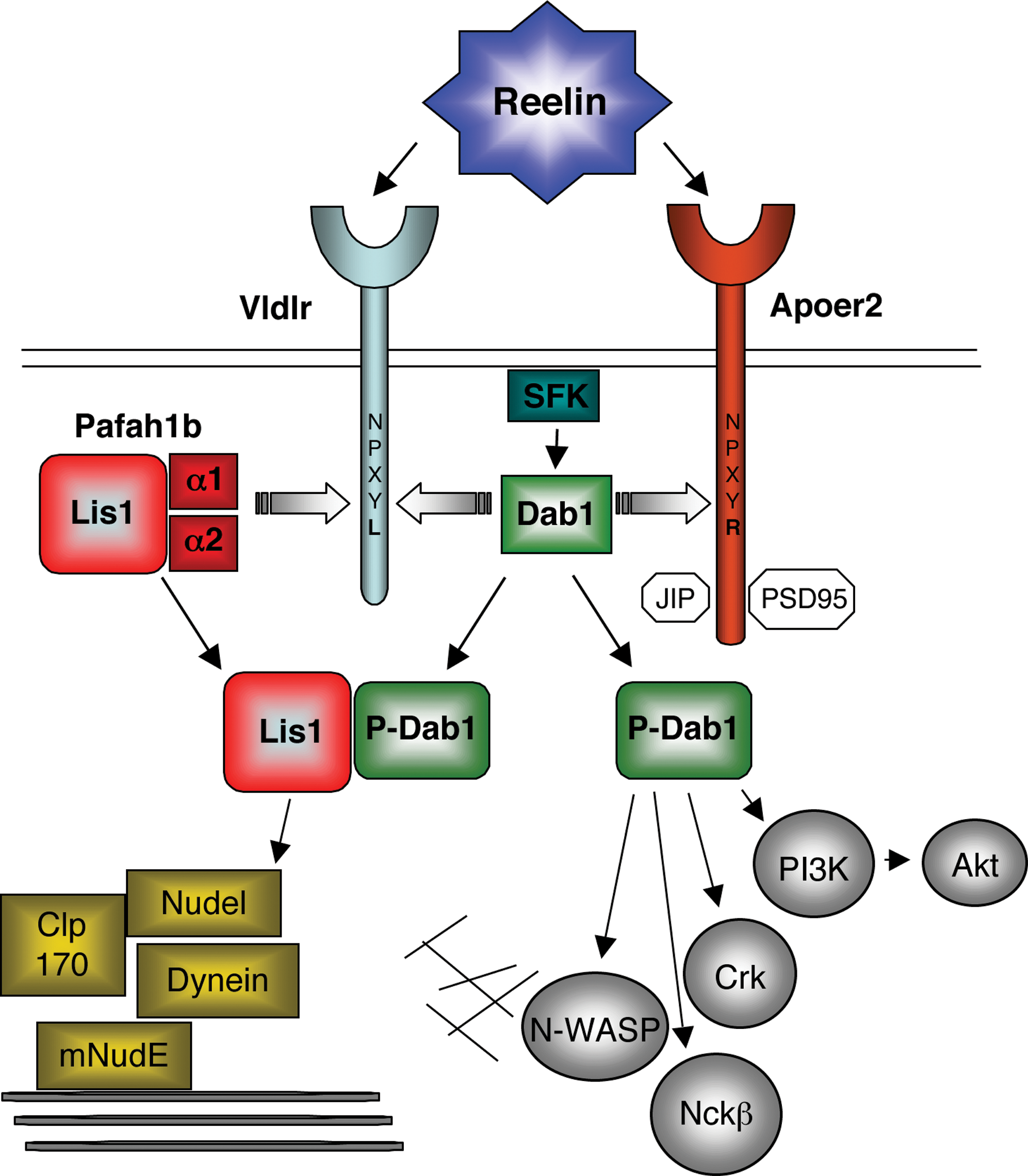
Взаимодействие основного сигнального каскада рилина с LIS1. Участники взаимодействий: SFK, PI3K, AKT. Из работы Zhang et al., 2008 год.

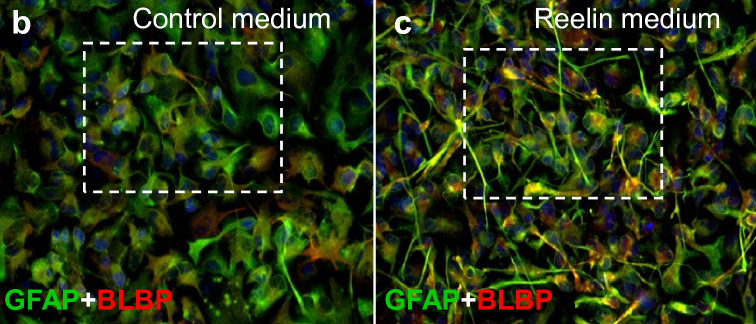
Рилин стимулирует переход клеток-предшественников к фенотипу радиальной глии, индуцируя экспрессию маркера BLBP воздействием на сигнальный каскад Notch1. Фрагмент иллюстрации из Keilani et al., 2008.

Доказано, что рилин воздействует на рецепторы VLDLR и ApoER2. N-терминальный участок рилина связывается с альфа-3-бета-1-интегрином. Предполагалось также действие на кадгерин-связанные нейрональные рецепторы (англ. cadherin-related neuronal receptors; CNR-receptors), но последнее было поставлено под сомнение. Внутриклеточные сегменты рецепторов VLDLR и ApoER2 вызывают фосфорилирование адаптерного белка цитоплазмы DAB1 двумя киназами src-семейства, Src и Fyn.
Предположительно, фосфорилированный DAB1 стимулирует перестройку актинового цитоскелета клетки и изменяет насыщенность клеточной поверхности рецепторами альфа-3-бета-1-интегрина, что снижает силу сцепления мигрирующего нейрона с волокнами радиальной глии. В одном исследовании делается вывод, что для правильного построения слоёв важно наличие бета-1 интегриновых рецепторов не на самих перемещающихся нейробластах, а в первую очередь на глиальных клетках. Радиальная глия, по данным одного исследования, содержит столько же рецепторов ApoER2, как и нейроны, но вдесятеро меньшее число рецепторов VLDLR.
Фосфорилирование DAB1 через некоторое время вызывает его убиквитинирование и последующую деградацию, поэтому при недостатке рилина его концентрация растёт; такая отрицательная обратная связь может играть важную роль в построении кортикальных слоёв. Под воздействием двух антител, распознающих основные рецепторы, DAB1 фосфорилируется, но последующего снижения его концентрации и исправления reeler-фенотипа не происходит, что может говорить о передаче части сигнала помимо DAB1.
С внутриклеточным сегментом VLDLR также связывается белок LIS1, известный благодаря своей роли в развитии лиссэнцефалии. Отслеживание путей миграции говорит о том, что VLDLR опосредует выполнение стоп-сигнала, а ApoER2 жизненно необходим для миграции поздно зародившихся нейронов неокортекса.
Вызываемое рилином усиление дендритогенеза опосредовано киназами семейства Src и зависит от экспрессии Crk и CrkL, по результатам одного исследования, согласующегося с ранними сообщениями о взаимодействии этих регуляторов с тирозин-фосфорилированным DAB1. Более того, в одном исследовании с использованием Cre-LoxP-рекомбинации заглушка экспрессии Crk и CrkL в нейронах вызвала у мыши reeler-фенотип, следовательно, эти адаптерные белки расположены между DAB1 и Akt в сигнальной цепочке рилина.
Показано, что рилиновый сигнальный каскад неустановленным пока образом активирует каскад трансмембранного рецептора Notch-1, что приводит к индукции экспрессии липид-связывающего белка мозга FABP7 и переходу нейрональных клеток-предшественников к фенотипу радиальной глии.
Было показано, что молекулы рилина объединяются в олигомеры, необходимые для эффективного фосфорилирования DAB1. Более того, два основных рецептора рилина также способны образовывать кластеры, и этот процесс может быть важен для передачи сигнала, так как ведёт к объединению DAB1 в димеры или олигомеры, что активирует цепочку даже в отсутствие рилина.
С другой стороны, рилин одновременно является сериновой протеазой, имея способность разрушать белки расщеплением пептидных связей между составляющими их аминокислотами, что может играть роль в регулировании сцепления и миграции нейронов.
Как показано в одной работе, правильный кортикогенез происходит лишь при разделении рилина на фрагменты, осуществляемое неидентифицированными металлопротеиназами, которые выделяются эмбриональными нейронами и, возможно, с участием ещё менее известных механизмов протеолиза. Как предполагается, полноразмерный рилин цепляется за волокна внеклеточного матрикса, а протеиназы позволяют высвободить важную центральную часть белка. Возможно, центральная часть, проникая в глубинные слои, в большей степени способствует миграции нейробластов, а приближаясь к верхнему слою, клетки прекращают дальнейшую миграцию либо из-за повышенной общей концентрации рилина, либо из-за того, что его полноразмерные молекулы и гомодимеры, закреплённые в матриксе, действуют отлично от центральных фрагментов.
Как и другие белки суперсемейства липопротеиновых рецепторов, VLDLR и ApoER2 содержат в своей структуре так называемые интернализационные домены — мотивы NPxY, позволяющие захватывать лиганды, в том числе и рилин, и осуществлять их эндоцитоз. По данным одного исследования, после эндоцитоза рилина его N-терминальный участок может снова секретироваться клеткой. Этот фрагмент белка, согласно другому исследованию, может препятствовать излишнему разрастанию апикальных дендритов пирамидальных нейронов II\III слоя, активируя сигнальную цепочку, не связанную с основными рецепторами рилина.
По данным одной группы исследователей, активация рилинового каскада приводит к фосфорилированию внутриклеточного белка кофилин-1 в позиции ser3, что может приводить к стабилизации актинового цитоскелета и останавливать рост нейрональных отростков при нейромиграции.

#### Усиление долговременной потенциации
Вызываемое рилином усиление долговременной потенциации происходит при взаимодействии ApoER2 с глутаматным NMDA-рецептором. Было показано, что для этого взаимодействия рецептору ApoER2 необходим внутриклеточный домен, кодируемый экзоном 19. Наличие экзона 19 зависит от альтернативного сплайсинга гена; экспрессия ApoER2 с экзоном 19 у мышей возрастает при повышении активности (бодрствование, прием пищи). В одном исследовании показано, что при необходимости формирования памяти экспрессия рилина в гиппокампе быстро возрастает под воздействием деметилаз.

#### Взаимодействие с Cdk5
Циклин-зависимая киназа 5 (Cdk5), важный регулятор нейромиграции и позиционирования нейронов, взаимодействует с сигнальной цепочкой рилина,:глава 9 фосфорилируя адаптер DAB1. Она также фосфорилирует некоторые молекулярные мишени, подверженные действию рилина, такие как Тау, активируемый рилином через деактивацию GSK3beta, и Nudel, ассоциированный с Lis1, одной из мишеней DAB1. Усиление LTP, обычно вызываемое рилином в срезах гиппокампа, по данным одного исследования не происходит при нокауте p35, основного активатора Cdk5. Также при двойных нокаутах p35/Dab1, p35/RELN, p35/ApoER2, p35/VLDLR отмечаются усиленные дефекты нейромиграции, что говорит о параллельной работе цепочки рилин->ApoER2/VLDLR->DAB1 с цепочкой p35/p39->Cdk5 в правильном построении слоёв при развитии мозга.

## Роль в заболеваниях

### Лиссенцефалия
Выявлены две отдельные мутации гена RELN, приводящие к аутосомно-рецессивной форме лиссенцефалии с гипоплазией мозжечка. Мутации нарушают сплайсинг кДНК рилина и вызывают синдром Норман-Робертс. Уровень рилина падает, иногда наличие белка установить не удается. Фенотип пациентов характеризуется гипотонией, атаксией, задержкой физического развития, невозможностью поддерживать равновесие в сидячем положении без посторонней помощи и тяжелой задержкой психического развития с минимальными способностями к вербальному общению либо без них. Также наблюдаются судороги и врожденная лимфедема. В 2007 году описана новая гомозиготная сбалансированная хромосомная транслокация, нарушающая структуру гена и связанная с родственными браками.

### Шизофрения
Снижение экспрессии рилина и его мРНК в тканях мозга больных шизофренией, достигающее 50 % в некоторых областях и сопровождающееся снижением концентрации фермента глутаматдекарбоксилазы-67 (GAD67), было отмечено впервые в 1998 и в 2000 годах. Позже эти данные получили независимое подтверждение в ходе посмертных исследований тканей гиппокампа, базальных ганглиев, мозжечка и других областей головного мозга больных шизофренией. В 2001 году в 14 различных лабораториях было проведено исследование тканей префронтальных областей больных шизофренией, предоставленных Невропатологическим Консорциумом Фонда Стэнли. После многомерного анализа полученных данных снижение уровней мРНК рилина было названо наиболее статистически значимым отклонением.
Предположительной причиной сниженного уровня рилина, согласно эпигенетической гипотезе патофизиологии шизофрении (авт. D.R.Grayson, A.Guidotti, E.Costa), считается гиперметилирование промотора гена RELN, хотя в двух исследованиях подтвердить гиперметилирование не удалось. Гиперметилирование ДНК при шизофрении может быть виновно в усилении симптоматики у 60—70 % больных после приёма метионина. Ингибиторы метилирования, а также ингибиторы дезацетилазы гистонов, например, вальпроевая кислота, увеличивают уровни мРНК рилина, в то время как L-метионин понижает фенотипическую экспрессию белка. В одном исследовании 2007 года было обнаружено повышенное содержание дезацетилазы гистонов HDAC1 в гиппокампах больных шизофренией. Дезацетилазы гистонов подавляют промоторные комплексы генов. На мышиных моделях было показано, что гиперацетилирование гистонов ведет к деметилированию промоторов как рилина, так и GAD67.
У больных шизофренией также отмечено повышение внутриклеточного уровня метилирующего фермента ДНК-метилтрансферазы 1 в вырабатывающих рилин ГАМКергических интернейронах, не распространяющееся на близлежащие пирамидальные нейроны. Степень чрезмерной экспрессии DNMT1 различна в разных слоях коры головного мозга больных и коррелирует со снижением уровней рилина и GAD67. Применение ингибиторов DNMT1 у подопытных животных приводит к росту экспрессии рилина и GAD67, а воздействие как DNMT-, так и HDAC-ингибиторов на нейрональные клетки-предшественники активирует оба гена. По данным одного исследования, концентрация S-аденозил-метионина в префронтальной коре больных шизофренией и биполярным расстройством повышена вдвое.  S-аденозил-метионин является донором метильных групп, необходимым для работы ДНК-метилтрансфераз. Таким образом, эпигенетическое воздействие повышенного DNMT1 на уровень рилина очень вероятно, но причины повышения DNMT1 при шизофрении пока неизвестны.
Проводится оценка эпигенетического воздействия нейролептиков: например, в одном исследовании показано, что клозапин и сульпирид, но не галоперидол и оланзапин активируют деметилирование промоторов RELN и GAD67.
Уровни рилина и его изоформ в крови больных шизофренией и другими психотическими заболеваниями также отличаются от нормальных, по данным одного исследования.
Данные о том, что заболевание гриппом во время второго триместра беременности приводит к увеличению риска шизофрении у плода, коррелируют с результатами исследования беременных мышей, зараженных человеческим вирусом гриппа на девятый день беременности либо подвергнутых искусственной активации иммунной системы. Выработка рилина клетками Кахаля-Ретциуса в мозге новорожденных мышат значительно снижается, несмотря на нормальный синтез теми же клетками белка калретинина и фермента nNOS.
Отключение транскрипционного фактора NPAS3, нарушение структуры которого было обнаружено у двух больных шизофренией родственников, и схожего с ним по структуре белка NPAS1 приводит у нокаутных мышей к снижению уровня рилина. Механизм воздействия NPAS1 и NPAS3 на уровень рилина неизвестен. У мыши, нокаутной по связанному с шизофренией гену MTHFR, наблюдается снижение уровня рилина в мозжечке.
Хромосомный регион 7q22, в котором располагается ген RELN, связан с развитием шизофрении. Была обнаружена ассоциация аллельных вариантов гена с показателями памяти, вербальной и визуальной рабочей памяти и исполнительных функций у членов нуклеарных семей больных шизофренией. Ассоциация рабочей памяти с одним из аллелей была впоследствии реплицирована. Одно крупное исследование нескольких популяций говорит об ассоциации однонуклеотидного полиморфизма rs7341475 гена RELN с риском шизофрении у женщин, но не у мужчин. По данным исследования, риск развития болезни у обладательниц этого распространённого полиморфизма повышен в 1.4 раза. В исследовании 25 пациентов с использованием МРТ была отмечена ассоциация полиморфизма Val997Leu гена RELN с увеличением размеров правого и левого желудочков мозга.
По данным одного исследования, у нелеченных пациентов наблюдается сниженная экспрессия рилинового рецептора VLDLR в периферических лимфоцитах. После шести месяцев терапии экспрессия повышается. По словам исследователей, уровень экспрессии VLDLR может служить надежным периферийным биомаркером заболевания.
Учитывая роль белка в дендритогенезе, выдвигаются предположения о том, что наблюдаемое при шизофрении значительное локализованное снижение количества дендритных шипиков может быть связано с дефицитом рилина.
Ген, кодирующий NMDAr-субъединицу NR2B, на мобильность которой влияет рилин в процессе возрастной смены конфигурации NMDA-рецептора, по совокупности генетических исследований является одним из наиболее устойчивых кандидатов в числе возможных генов риска шизофрении. Также RELN и NR2B объединяет то, что оба гена имеют в своей структуре «T-элемент» и оттого подвержены регуляции со стороны транскрипционного фактора TBR1.
У гетерозиготных мышей reeler, гаплонедостаточных по гену RELN, отмечается ряд нейрохимических и поведенческих отклонений, типичных для шизофрении и биполярного расстройства, но эти свойства сочтены недостаточными для использования данных мышей в качестве генетической модели шизофрении.

### Биполярное аффективное расстройство
Снижение экспрессии рилина и фермента GAD67 совместно с повышением экспрессии DNMT1, наблюдающееся при шизофрении, характерно лишь для психотической формы биполярного расстройства. Одно исследование позволяет предположить, что при психотическом биполярном расстройстве, в отличие от шизофрении, указанные комплексные нарушения обнаруживаются в коре, но не затрагивают глубинные структуры мозга. В ГАМКергических нейронах базальных ганглиев больных не наблюдалось повышения уровня DNMT1 и сопутствующего эпигенетического подавления экспрессии рилина и GAD67.
При депрессивной непсихотической форме биполярного расстройства снижения уровня рилина не наблюдается, что может говорить о специфической связи нарушения с психозами.
В 2009 году в ходе генетического анализа получено предварительное, требующее репликации, свидетельство в пользу того, что вариация гена RELN (SNP rs362719) ассоциирована с предрасположенностью к биполярному расстройству у женщин.

### Височная эпилепсия: дисперсия гранулярных клеток
Характерная патология мозга при височной эпилепсии — дисперсия гранулярных клеток гиппокампа. Дисперсия встречается, по разным оценкам, у 45 %-73 % пациентов. Тяжесть этой патологии напрямую связана с недостатком рилина и, по данным одного небольшого исследования, коррелирует с гиперметилированием промотора гена RELN. В мышиной модели медиальной височной эпилепсии, длительные судороги приводят к потере рилин-вырабатывающих интернейронов и последующему нарушению позиционирования новорожденных гранулярных клеток зубчатой извилины. Сниженная концентрация рилина не позволяет цепочкам мигрирующих нейробластов вовремя разъединиться и прекратить миграцию. Более того, в одном исследовании с использованием каинатной мышиной модели эпилепсии экзогенная подача рилина в гиппокамп значительно снизила дисперсию гранулярных клеток.

### Болезнь Альцгеймера
По данным одного исследования, при болезни Альцгеймера изменён характер экспрессии и гликозилирования рилина. В коре головного мозга пациентов уровень рилина повышен на 40 %, в то время как мозжечковый уровень рилина остаётся нормальным. Присутствие рилина до этого было отмечено в бета-амилоидных бляшках у трансгенных мышей, служащих моделью болезни Альцгеймера. Одно генетическое исследование 2008 года говорит об ассоциации гена RELN с болезнью Альцгеймера; воздействие вариантов гена оказалось более выраженным у женщин. При болезни Альцгеймера отмечено значительное сокращение числа клеток Кахаля-Ретциуса в первом слое коры. Показано, что рилин взаимодействует с прекурсором бета-амилоида, и, по данным одного исследования in vitro, сдерживает вызываемое бета-амилоидом подавление активности NMDA-рецептора. Некоторые авторы предполагают, что сигнальный путь рилина связывает болезнь Альцгеймера с шизофренией. По данным одного исследования, рилин противодействует снижению активности NMDA-рецептора, вызываемому бета-амилоидом.

### Аутизм
Данные о связи рилина с аутизмом противоречивы. В трёх исследованиях подобной связи не выявлено, в двух исследованиях обнаружено предполагаемое воздействие гена RELN. Одно посмертное исследование показало значительное снижение уровня рилина в коре мозжечка у пятерых людей, страдавших аутизмом. В исследовании 2002 года отмечено значительное снижение уровней рилина в крови как у пациентов с аутизмом, так и у их родственников.

### Злокачественные опухоли
В клетках злокачественных опухолей часто нарушаются паттерны метилирования ДНК. По результатам одного исследования, при раке поджелудочной железы наблюдается подавление экспрессии гена RELN и других компонентов сигнального пути белка рилин, а искусственная заглушка сигнального пути рилина в раковых клетках усиливает их подвижность, инвазивность, склонность к формированию колоний. С другой стороны, в раковых клетках простаты экспрессия рилина, наоборот, повышена и коррелирует со степенью агрессивности опухоли по шкале Глисона.  Повышена экспрессия рилина и в клетках ретинобластомы.

### Другие состояния
В одном исследовании отмечена ассоциация гена RELN с отосклерозом. Согласно статистическому генетическому исследованию 2007 года, экспрессия RELN и DAB1 повышена в мозге мышей, устойчивых к поражению мозга малярией, в отличие от восприимчивых мышей. Авторы исследования предположили, что сигнальная цепочка рилина способна оказывать защитный эффект.
Одна группа исследователей в 2009 году сообщила о том, что при старении у грызунов и приматов в мозге отмечаются амилоидоподобные отложения рилина.

## Регуляция экспрессии рилина

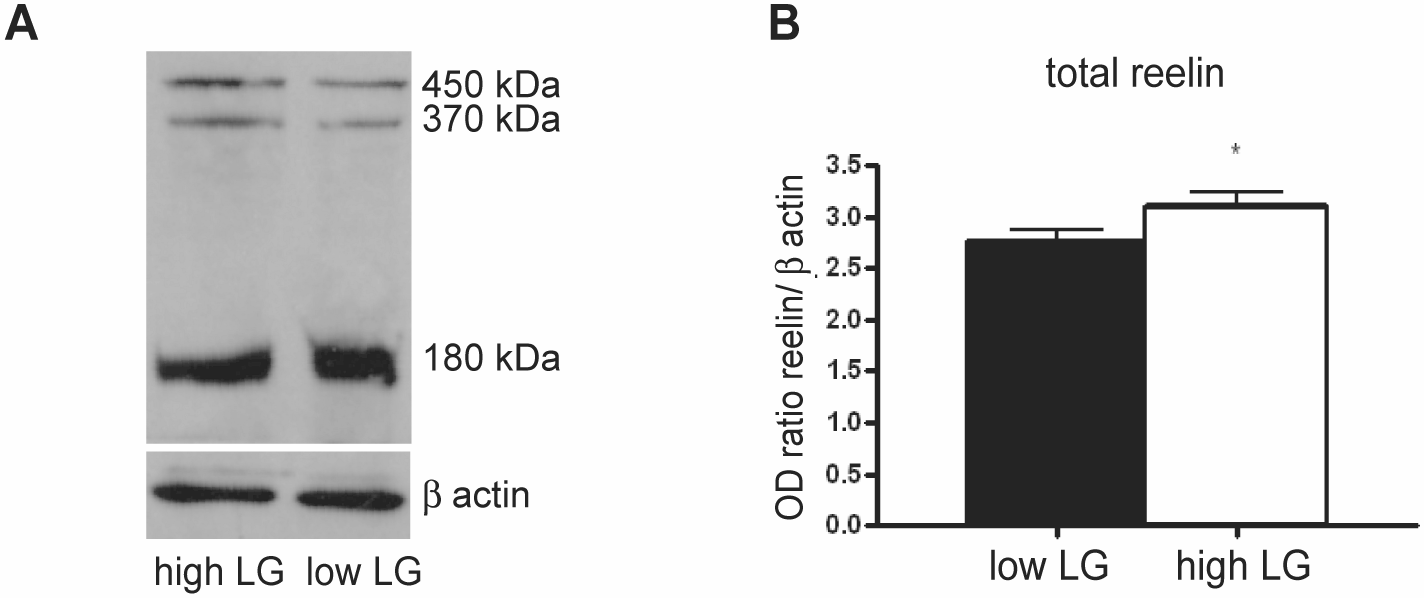
Повышенная экспрессия рилина в коре у детенышей «заботливых» (High LG) крыс (LG — сокр. licking and grooming). Иллюстрация из статьи Smit-Rigter et al., 2009

Помимо общего числа рилин-производящих клеток, на экспрессию белка влияет множество факторов. На эпигенетическом уровне фактор транскрипции TBR1 регулирует экспрессию RELN и других генов, имеющих в своей структуре «T-элемент». Диета, богатая метионином, может активировать эпигенетические механизмы подавления экспрессии. Исследуется также роль поведения и общения: так, отмечена корреляция материнской заботы (груминга) у крыс с уровнем рилина как в гиппокампе, так и в коре мозга детёнышей. У крыс, выращенных в условиях социальной изоляции, к 80 дню отмечается сниженный уровень рилина в мозге и нарушенное преимпульсное ингибирование, что может говорить о крайней важности социальных взаимодействий для установления нормальной карты связей в развивающейся префронтальной коре. В одном исследовании отмечено значительное снижение уровня рилина в гиппокампах мышей, длительно получавших кортикостерон: избыточное воздействие глюкокортикоидов на гиппокамп является одним из гипотетических механизмов депрессивных расстройств. В одном небольшом посмертном исследовании отмечено повышенное метилирование гена RELN в коре мозга психически здоровых лиц, прошедших пубертат, по сравнению с теми, кто ещё не вступил в период полового созревания. По данным одного исследования, инъекция трийодтиронина усилила экспрессию рилина и BDNF в гиппокампе крыс.

### Психотропные медикаменты
Оценка влияния медикаментов важна, так как уровень рилина обычно измеряется посмертно у пациентов, проходивших длительную терапию. Возлагаются надежды на то, что средства, активирующие деметилирование, такие как клозапин, сульпирид и вальпроевая кислота, будут способны лучше влиять на симптоматику, однако другие исследования говорят о том, что психотропные вещества могут снижать экспрессию белка, и данные по метилированию промотеров в одних публикациях не согласуются с данными экспрессии в других, что говорит о необходимости дальнейшего изучения механизмов, связанных с рилином и GAD67.
Например, Fatemi et al. была проведена оценка воздействия психотропных медикаментов на экспрессию мРНК и белка рилина во фронтальной коре крыс (цитируется по 22й главе сборника, стр. 328):
|         |         | Клозапин | Флуоксетин | Галоперидол | Литий | Оланзапин | Вальпроевая кислота |
| Reelin: | Protein | ↓        | без изм.   | ↓           | ↓     | ↑         | без изм.            |
|         | mRNA    | ↑        | ↑          | ↓           | ↑     | ↑         | ↓                   |

В 2009 году группа Fatemi et al. опубликовала результаты расширенных исследований, в ходе которых, кроме рилина, анализировалась экспрессия молекул-участников рилиновой цепочки (VLDLR, DAB1, GSK3beta), а также ферментов GAD65 и GAD67 под воздействием тех же медикаментов.

## Книги и монографии по теме
- «Гликопротеин рилин: структура, биология, роли в нормальном функционировании и при заболеваниях». Под редакцией Хусейна Фатеми. На английском языке. Reelin Glycoprotein: Structure, Biology and Roles in Health and Disease by Fatemi, S. Hossein (Ed.) 2008, XXIV, 444 p. 111 illus., 36 in color., Hardcover ISBN 978-0-387-76760-4

## Обзорные статьи
1. Роль процессов метилирования в этиологии и патогенезе шизофрении (недоступная ссылка) А. В. Наумов Ю. Е. Разводовский; Журнал неврологии и психиатрии им. С. С. Корсакова 8/2009
2. Forster E, Jossin Y, Zhao S, Chai X, Frotscher M, Goffinet AM. (2006) Recent progress in understanding the role of Reelin in radial neuronal migration, with specific emphasis on the dentate gyrus. Eur J Neurosci. 23(4):901-9. Review. PMID 16519655 (полный текст в открытом доступе (англ.)) — «Недавний прогресс в понимании роли, играемой белком Рилин в радиальной миграции нейронов. Особый разбор роли белка в зубчатой извилине. Обзорная статья.»
3. Роль рилина при аутизме, обзор 2009 года: Kelemenova S., Ostatnikova D. Neuroendocrine pathways altered in autism. Special role of reelin (англ.) // Neuro Endocrinol Lett[англ.] : journal. — 2009. — October (vol. 30, no. 4). — PMID 20010491.